# Pauline Ramart
Pour les articles homonymes, voir Lucas.
Pauline Ramart-Lucas, née le 22 novembre 1880 dans le 14e arrondissement de Paris et morte le 17 mars 1953 dans le 15e arrondissement de la même ville, est une chimiste, universitaire et femme politique française.

## Biographie

### Enfance
Pauline Ramart est la fille d'une domestique, Marie Perrine Ceniguar et d'un forgeron, René Lucas,. Elle travaille grâce au cours du soir pour réussir son brevet élémentaire et son brevet supérieur. À 18 ans, elle est fleuriste et accouche d'un fils, René Lucas, qui deviendra physicien. Maurice Ramart, avocat, est le père et le couple se marie le 3 octobre 1911. Elle étudie par correspondance pour passer son baccalauréat.
Elle étudie à la faculté des sciences de Paris dans le laboratoire d'Albin Haller tout en travaillant pour financer ses études. Elle rejoint la Société chimique de France en 1911.

### Début de carrière
Pauline Ramart rejoint l'Institut Pasteur de 1914 à 1918 comme préparatrice, où elle travaille pour Antoine Béclère puis Ernest Fourneau. En 1919, elle passe avec succès une licence de biologie suivie, en 1924, d'un doctorat en chimie organique dont le sujet est la synthèse des alcools. Le 1er novembre 1924, elle est suppléante d'Edmond Blaise, professeur sans chaire, rôle qu'elle conserve quand celui-ci obtient une chaire.
En 1925, elle est nommée, avec le soutien de Jean Perrin, maître de conférences et en 1935 professeure de chimie organique de la faculté des sciences de Paris jusqu'en 1941.
Elle est la seconde femme après Marie Curie à être nommée professeur de chimie organique à la Sorbonne. Ses travaux se portent sur le lien entre le spectre des ultraviolets et les réactions chimiques pour informer la radiologie.

### Seconde Guerre mondiale et engagement politique

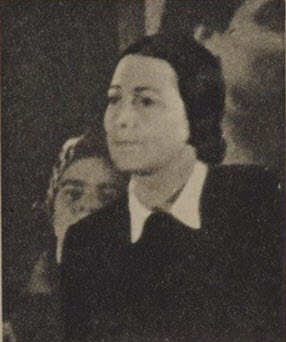
Pauline Ramart dans l'édition du 2 novembre 1944 de Femmes françaises.

Membre de Ligue des droits de l’homme où elle défend l’égalité entre les femmes et les hommes, elle signe l'appel du Comité de vigilance des intellectuels antifascistes (CVIA) en 1934. Son interview par Luce Langevin dans Les Femmes dans l'action mondiale développe davantage son point de vue pacifiste. Lors de la Conférence internationale des femmes, elle appartient au Comité d’honneur les 14 et 15 mai 1938.
Durant l'occupation nazie, elle est traitée de « juive roumaine » par le journal La France au travail. Le régime de Vichy étant contre le travail des femmes, elle est révoquée de son poste à la faculté des sciences en 1941. Il est possible que ses opinions politiques de gauche aient aussi joué un rôle.
Soupçonnés d’activité de résistance, Charles et Aline Lapicque décident de loger Fanny Weisbuch et son fils chez leur amie Pauline Ramart. Elle-même fabrique des explosifs dans son laboratoire qui servent lors de la libération de Paris.
Elle est désignée en novembre 1944 par l'Union des femmes françaises pour siéger à l'Assemblée consultative provisoire en compagnie de Mathilde Péri. Elle y reste jusqu'au 3 août 1945, travaillant pour la commission de l'Éducation nationale et s'implique fortement en faveur du droit de vote accordé aux femmes. Elle intervient sur la pénicilline et l'alliance franco-soviétique.
Par la suite, elle est sympathisante du Parti communiste.

### Retour à l'université
Peu de temps après sa révocation, Pauline Ramart est nommée directrice de recherches au CNRS en 1941 et mène une équipe de recherche en radiologie pour l’Institut Pasteur. Elle retrouve la chaire de chimie organique à la faculté des sciences de Paris le 1er octobre 1944 et l'occupe jusqu'à sa mort en 1953.
De son vivant, elle ne put pas entrer pas à l’Académie des sciences, aucune femme n’y étant alors admise.

## Hommages
Une rue de Montpellier porte son nom.

## Prix et distinctions
- Médaille Berthelot (1912, 1921)[2]
- prix Ellen Richards (1928)[2],[4]
- prix Jecker (1933 et 1941)[2]
- prix Jungfleisch[2]
- prix Nicolas Leblanc (1920)[2]
- Chevalier (1923) puis officier (1938) puis commandeur de la Légion d'honneur (1953)[2]

## Œuvres et publications
- Contribution à l'étude de l'action des organomagnésiens sur les trialcoylacétophénomes, thèse de doctorat, 1913.
- Notice sur la vie et les travaux de Albin Haller, Paris, Dupont, 1926.
- L'effort créateur des chimistes, Paris, Editions de la Revue politique et littéraire (Revue bleue) et de la Revue scientifique, 1929.
- Rapports et discussions relatifs à la constitution et à la configuration des molécules organiques, Paris, Gauthier-Villars, 1931.
- Relations entre la structure des molécules organiques et leur spectre d'absorption dans l'ultraviolet, Paris, Société chimique de France, 1932.
- Titres et travaux scientifiques de Pauline Ramart-Lucas (1924-1934), Paris, Impressions de la Cour d'Appel, 1934.
- Structure des hétérosides d'après leur absorption dans l'ultraviolet, avec M. J. Rabaté, 1935.
- Victor Grignard, Traité de chimie organique : Structures des molécules et spectres d'absorption, t. 2, 1936.
- Traité de chimie organique Tome II, publié sous la direction de Victor Grignard, avec A. Andant et M. Auméras, Paris, Masson, 1936.
- Aperçu de chimie organique, Paris, Hermann, 1937.